# Malenia pondolandensis
Malenia pondolandensis är en insektsart som först beskrevs av Frederick Arthur Godfrey Muir 1928.  Malenia pondolandensis ingår i släktet Malenia och familjen Derbidae. Inga underarter finns listade i Catalogue of Life.